# Oswaldo Vizcarrondo
Oswaldo Augusto Vizcarrondo Araujo, noto semplicemente come Oswaldo Vizcarrondo (oˈswaldo βiθkaˈrondo; Caracas, 31 maggio 1984), è un allenatore di calcio ed ex calciatore venezuelano, di ruolo difensore, attuale commissario tecnico dell'Under-15 e dell'Under-17 del Venezuela.

## Carriera

### Club
Cresciuto nel settore giovanile del Caracas, debutta con la formazione "B" nel 2001 e in prima squadra l'anno seguente. Diviene titolare nel ruolo di centrale difensivo, disputando cinque stagioni in Primera División venezuelana e vincendone quattro. Nel 2007 si trasferisce per la prima volta all'estero, al Rosario Central: con la compagine gialloblu non debutta mai a causa di un infortunio, e decide di fare ritorno al Caracas nel 2008. Gioca un'ulteriore annata in patria, totalizzando 23 presenze con 5 reti; viene poi acquistato dal Club Olimpia di Asunción, in Paraguay. Dopo una stagione in Primera División de Paraguay passa all'Once Caldas, con cui vince il Torneo Finalización 2010 e partecipa alla Coppa Libertadores. Nel gennaio 2011 passa al Deportivo Anzoátegui.
Dopo 17 presenze e 2 gol, il 5 agosto passa al Club Olimpo in Argentina. Il 29 dicembre si trasferisce al Club America.

### Nazionale
Debuttò in Nazionale nel 2004. A convocarlo fu il CT Richard Páez, che, tre anni dopo, lo incluse nella lista per la Copa América 2007. Nel corso della competizione non giocò, poiché nel suo ruolo Páez gli preferì Rey e Cichero. È stato poi chiamato da César Farías per la Copa América 2011.
Viene convocato per la Copa América Centenario negli Stati Uniti.

## Statistiche

### Cronologia presenze e reti in nazionale
| Cronologia completa delle presenze e delle reti in nazionale ― Venezuela | Cronologia completa delle presenze e delle reti in nazionale ― Venezuela | Cronologia completa delle presenze e delle reti in nazionale ― Venezuela | Cronologia completa delle presenze e delle reti in nazionale ― Venezuela | Cronologia completa delle presenze e delle reti in nazionale ― Venezuela | Cronologia completa delle presenze e delle reti in nazionale ― Venezuela | Cronologia completa delle presenze e delle reti in nazionale ― Venezuela | Cronologia completa delle presenze e delle reti in nazionale ― Venezuela |
| Data                                                                     | Città                                                                    | In casa                                                                  | Risultato                                                                | Ospiti                                                                   | Competizione                                                             | Reti                                                                     | Note                                                                     |
| ------------------------------------------------------------------------ | ------------------------------------------------------------------------ | ------------------------------------------------------------------------ | ------------------------------------------------------------------------ | ------------------------------------------------------------------------ | ------------------------------------------------------------------------ | ------------------------------------------------------------------------ | ------------------------------------------------------------------------ |
| 10-3-2004                                                                | Maracaibo                                                                | Venezuela                                                                | 2 – 1                                                                    | Honduras                                                                 | Amichevole                                                               | -                                                                        |                                                                          |
| 28-4-2004                                                                | Kingston                                                                 | Giamaica                                                                 | 2 – 1                                                                    | Venezuela                                                                | Amichevole                                                               | -                                                                        | 72’                                                                      |
| 5-5-2006                                                                 | Pasadena                                                                 | Messico                                                                  | 1 – 0                                                                    | Venezuela                                                                | Amichevole                                                               | -                                                                        |                                                                          |
| 27-5-2006                                                                | East Rutherford                                                          | Stati Uniti                                                              | 2 – 0                                                                    | Venezuela                                                                | Amichevole                                                               | -                                                                        |                                                                          |
| 16-8-2006                                                                | Maracay                                                                  | Venezuela                                                                | 0 – 0                                                                    | Honduras                                                                 | Amichevole                                                               | -                                                                        |                                                                          |
| 1-9-2006                                                                 | Basilea                                                                  | Svizzera                                                                 | 1 – 0                                                                    | Venezuela                                                                | Amichevole                                                               | -                                                                        |                                                                          |
| 6-9-2006                                                                 | Basilea                                                                  | Austria                                                                  | 0 – 1                                                                    | Venezuela                                                                | Amichevole                                                               | -                                                                        |                                                                          |
| 27-9-2006                                                                | Maracaibo                                                                | Venezuela                                                                | 1 – 0                                                                    | Uruguay                                                                  | Amichevole                                                               | -                                                                        | 78’                                                                      |
| 18-10-2006                                                               | Montevideo                                                               | Uruguay                                                                  | 4 – 0                                                                    | Venezuela                                                                | Amichevole                                                               | -                                                                        |                                                                          |
| 14-1-2007                                                                | Maracaibo                                                                | Venezuela                                                                | 2 – 0                                                                    | Svezia                                                                   | Amichevole                                                               | -                                                                        |                                                                          |
| 7-2-2007                                                                 | Maracaibo                                                                | Venezuela                                                                | 0 – 1                                                                    | Cile                                                                     | Amichevole                                                               | -                                                                        | 57’                                                                      |
| 1-3-2007                                                                 | San Diego                                                                | Messico                                                                  | 3 – 1                                                                    | Venezuela                                                                | Amichevole                                                               | -                                                                        |                                                                          |
| 25-5-2007                                                                | Mérida                                                                   | Venezuela                                                                | 2 – 1                                                                    | Honduras                                                                 | Amichevole                                                               | -                                                                        | 61’                                                                      |
| 30-4-2008                                                                | Barranquilla                                                             | Colombia                                                                 | 5 – 2                                                                    | Venezuela                                                                | Amichevole                                                               | -                                                                        | 68’                                                                      |
| 12-8-2009                                                                | East Rutherford                                                          | Colombia                                                                 | 1 – 2                                                                    | Venezuela                                                                | Amichevole                                                               | 1                                                                        |                                                                          |
| 6-9-2009                                                                 | Macul                                                                    | Cile                                                                     | 2 – 2                                                                    | Venezuela                                                                | Qual. Mondiali 2010                                                      | -                                                                        | 14’                                                                      |
| 10-9-2009                                                                | Puerto La Cruz                                                           | Venezuela                                                                | 3 – 1                                                                    | Perù                                                                     | Qual. Mondiali 2010                                                      | -                                                                        |                                                                          |
| 11-10-2009                                                               | San Cristóbal                                                            | Venezuela                                                                | 1 – 2                                                                    | Paraguay                                                                 | Qual. Mondiali 2010                                                      | -                                                                        |                                                                          |
| 14-10-2009                                                               | Campo Grande                                                             | Brasile                                                                  | 0 – 0                                                                    | Venezuela                                                                | Qual. Mondiali 2010                                                      | -                                                                        | 55’                                                                      |
| 3-3-2010                                                                 | Cabudare                                                                 | Venezuela                                                                | 1 – 2                                                                    | Panama                                                                   | Amichevole                                                               | -                                                                        |                                                                          |
| 20-5-2010                                                                | Oranjestad                                                               | Aruba                                                                    | 0 – 3                                                                    | Venezuela                                                                | Amichevole                                                               | -                                                                        |                                                                          |
| 29-5-2010                                                                | Mérida                                                                   | Venezuela                                                                | 1 – 1                                                                    | Canada                                                                   | Amichevole                                                               | -                                                                        |                                                                          |
| 11-8-2010                                                                | Panama                                                                   | Panama                                                                   | 3 – 1                                                                    | Venezuela                                                                | Amichevole                                                               | 1                                                                        |                                                                          |
| 4-9-2010                                                                 | Puerto La Cruz                                                           | Venezuela                                                                | 0 – 2                                                                    | Colombia                                                                 | Amichevole                                                               | -                                                                        |                                                                          |
| 7-10-2010                                                                | Santa Cruz                                                               | Bolivia                                                                  | 1 – 3                                                                    | Venezuela                                                                | Amichevole                                                               | 1                                                                        |                                                                          |
| 13-10-2010                                                               | Ciudad Juárez                                                            | Messico                                                                  | 2 – 2                                                                    | Venezuela                                                                | Amichevole                                                               | -                                                                        |                                                                          |
| 10-2-2011                                                                | Puerto La Cruz                                                           | Venezuela                                                                | 2 – 2                                                                    | Costa Rica                                                               | Amichevole                                                               | -                                                                        |                                                                          |
| 16-3-2011                                                                | San Juan                                                                 | Argentina                                                                | 4 – 1                                                                    | Venezuela                                                                | Amichevole                                                               | -                                                                        |                                                                          |
| 26-3-2011                                                                | Montego Bay                                                              | Giamaica                                                                 | 0 – 2                                                                    | Venezuela                                                                | Amichevole                                                               | -                                                                        | cap. 17’                                                                 |
| 30-3-2011                                                                | Città del Messico                                                        | Messico                                                                  | 1 – 1                                                                    | Venezuela                                                                | Amichevole                                                               | 1                                                                        |                                                                          |
| 11-6-2011                                                                | San José                                                                 | Messico                                                                  | 0 – 3                                                                    | Venezuela                                                                | Amichevole                                                               | 1                                                                        |                                                                          |
| 3-7-2011                                                                 | La Plata                                                                 | Brasile                                                                  | 0 – 0                                                                    | Venezuela                                                                | Coppa America 2011 - 1º turno                                            | -                                                                        |                                                                          |
| 9-7-2011                                                                 | Salta                                                                    | Venezuela                                                                | 1 – 0                                                                    | Ecuador                                                                  | Coppa America 2011 - 1º turno                                            | -                                                                        |                                                                          |
| 14-7-2011                                                                | Salta                                                                    | Paraguay                                                                 | 3 – 3                                                                    | Venezuela                                                                | Coppa America 2011 - 1º turno                                            | -                                                                        |                                                                          |
| 17-7-2011                                                                | San Juan                                                                 | Cile                                                                     | 1 – 2                                                                    | Venezuela                                                                | Coppa America 2011 - Quarti di finale                                    | 1                                                                        |                                                                          |
| 20-7-2011                                                                | Buenos Aires                                                             | Paraguay                                                                 | 0 – 0 dts (5 – 3 dtr)                                                    | Venezuela                                                                | Coppa America 2011 - Semifinale                                          | -                                                                        |                                                                          |
| 23-7-2011                                                                | La Plata                                                                 | Perù                                                                     | 4 – 1                                                                    | Venezuela                                                                | Coppa America 2011 - Finale 3º posto                                     | -                                                                        |                                                                          |
| 2-9-2011                                                                 | Calcutta                                                                 | Venezuela                                                                | 0 – 1                                                                    | Argentina                                                                | Amichevole                                                               | -                                                                        |                                                                          |
| 12-10-2011                                                               | Puerto La Cruz                                                           | Venezuela                                                                | 1 – 0                                                                    | Argentina                                                                | Qual. Mondiali 2014                                                      | -                                                                        |                                                                          |
| 12-11-2011                                                               | Barranquilla                                                             | Colombia                                                                 | 1 – 1                                                                    | Venezuela                                                                | Qual. Mondiali 2014                                                      | -                                                                        |                                                                          |
| 16-11-2011                                                               | San Cristóbal                                                            | Venezuela                                                                | 1 – 0                                                                    | Bolivia                                                                  | Qual. Mondiali 2014                                                      | 1                                                                        |                                                                          |
| 29-2-2012                                                                | Malaga                                                                   | Spagna                                                                   | 5 – 0                                                                    | Venezuela                                                                | Amichevole                                                               | -                                                                        |                                                                          |
| 24-5-2012                                                                | Puerto Ordaz                                                             | Venezuela                                                                | 4 – 0                                                                    | Moldavia                                                                 | Amichevole                                                               | 1                                                                        |                                                                          |
| 2-6-2012                                                                 | Montevideo                                                               | Uruguay                                                                  | 1 – 1                                                                    | Venezuela                                                                | Qual. Mondiali 2014                                                      | -                                                                        |                                                                          |
| 10-6-2012                                                                | San Cristóbal                                                            | Venezuela                                                                | 0 – 2                                                                    | Cile                                                                     | Qual. Mondiali 2014                                                      | -                                                                        | 67’                                                                      |
| 8-9-2012                                                                 | Lima                                                                     | Perù                                                                     | 2 – 1                                                                    | Venezuela                                                                | Qual. Mondiali 2014                                                      | -                                                                        | cap.                                                                     |
| 12-9-2012                                                                | Asunción                                                                 | Paraguay                                                                 | 0 – 2                                                                    | Venezuela                                                                | Qual. Mondiali 2014                                                      | -                                                                        | 63’                                                                      |
| 15-11-2012                                                               | San Cristóbal                                                            | Venezuela                                                                | 1 – 3                                                                    | Nigeria                                                                  | Amichevole                                                               | -                                                                        |                                                                          |
| 23-3-2013                                                                | Buenos Aires                                                             | Argentina                                                                | 3 – 0                                                                    | Venezuela                                                                | Qual. Mondiali 2014                                                      | -                                                                        |                                                                          |
| 27-3-2013                                                                | Puerto Ordaz                                                             | Venezuela                                                                | 1 – 0                                                                    | Colombia                                                                 | Qual. Mondiali 2014                                                      | -                                                                        |                                                                          |
| 12-6-2013                                                                | Puerto Ordaz                                                             | Venezuela                                                                | 0 – 1                                                                    | Uruguay                                                                  | Qual. Mondiali 2014                                                      | -                                                                        |                                                                          |
| 15-8-2013                                                                | Puerto La Cruz                                                           | Venezuela                                                                | 2 – 2                                                                    | Bolivia                                                                  | Amichevole                                                               | -                                                                        |                                                                          |
| 7-9-2013                                                                 | Santiago del Cile                                                        | Cile                                                                     | 3 – 0                                                                    | Venezuela                                                                | Qual. Mondiali 2014                                                      | -                                                                        | 18’                                                                      |
| 11-9-2013                                                                | Puerto La Cruz                                                           | Venezuela                                                                | 3 – 2                                                                    | Perù                                                                     | Qual. Mondiali 2014                                                      | -                                                                        |                                                                          |
| 11-10-2013                                                               | San Cristóbal                                                            | Venezuela                                                                | 1 – 1                                                                    | Paraguay                                                                 | Qual. Mondiali 2014                                                      | -                                                                        |                                                                          |
| 6-3-2014                                                                 | San Pedro Sula                                                           | Honduras                                                                 | 2 – 1                                                                    | Venezuela                                                                | Amichevole                                                               | -                                                                        |                                                                          |
| 5-9-2014                                                                 | Bucheon                                                                  | Corea del Sud                                                            | 3 – 1                                                                    | Venezuela                                                                | Amichevole                                                               | -                                                                        |                                                                          |
| 9-9-2014                                                                 | Yokohama                                                                 | Giappone                                                                 | 2 – 2                                                                    | Venezuela                                                                | Amichevole                                                               | -                                                                        |                                                                          |
| 15-11-2014                                                               | Talcahuano                                                               | Cile                                                                     | 5 – 0                                                                    | Venezuela                                                                | Amichevole                                                               | -                                                                        |                                                                          |
| 19-11-2014                                                               | La Paz                                                                   | Bolivia                                                                  | 3 – 2                                                                    | Venezuela                                                                | Amichevole                                                               | -                                                                        | 46’                                                                      |
| 27-3-2015                                                                | Montego Bay                                                              | Giamaica                                                                 | 2 – 1                                                                    | Venezuela                                                                | Amichevole                                                               | -                                                                        | 81’                                                                      |
| 1-4-2015                                                                 | Fort Lauderdale                                                          | Perù                                                                     | 0 – 1                                                                    | Venezuela                                                                | Amichevole                                                               | -                                                                        |                                                                          |
| 14-6-2015                                                                | Rancagua                                                                 | Colombia                                                                 | 0 – 1                                                                    | Venezuela                                                                | Coppa America 2015 - 1º turno                                            | -                                                                        | 83’                                                                      |
| 18-6-2015                                                                | Valparaíso                                                               | Perù                                                                     | 1 – 0                                                                    | Venezuela                                                                | Coppa America 2015 - 1º turno                                            | -                                                                        |                                                                          |
| 21-6-2015                                                                | Macul                                                                    | Brasile                                                                  | 2 – 1                                                                    | Venezuela                                                                | Coppa America 2015 - 1º turno                                            | -                                                                        |                                                                          |
| 4-9-2015                                                                 | Puerto Ordaz                                                             | Venezuela                                                                | 0 – 3                                                                    | Honduras                                                                 | Amichevole                                                               | -                                                                        |                                                                          |
| 8-9-2015                                                                 | Puerto Ordaz                                                             | Venezuela                                                                | 1 – 1                                                                    | Panama                                                                   | Amichevole                                                               | -                                                                        | 80’                                                                      |
| 8-10-2015                                                                | Puerto Ordaz                                                             | Venezuela                                                                | 0 – 1                                                                    | Paraguay                                                                 | Qual. Mondiali 2018                                                      | -                                                                        |                                                                          |
| 14-10-2015                                                               | Fortaleza                                                                | Brasile                                                                  | 3 – 1                                                                    | Venezuela                                                                | Qual. Mondiali 2018                                                      | -                                                                        | 32’                                                                      |
| 17-11-2015                                                               | Puerto Ordaz                                                             | Venezuela                                                                | 1 – 3                                                                    | Ecuador                                                                  | Qual. Mondiali 2018                                                      | -                                                                        |                                                                          |
| 25-3-2016                                                                | Lima                                                                     | Perù                                                                     | 2 – 2                                                                    | Venezuela                                                                | Qual. Mondiali 2018                                                      | -                                                                        |                                                                          |
| 30-3-2016                                                                | Barinas                                                                  | Venezuela                                                                | 1 – 4                                                                    | Cile                                                                     | Qual. Mondiali 2018                                                      | -                                                                        |                                                                          |
| 28-5-2016                                                                | San José                                                                 | Costa Rica                                                               | 2 – 1                                                                    | Venezuela                                                                | Amichevole                                                               | -                                                                        | 77’                                                                      |
| 2-6-2016                                                                 | Fort Lauderdale                                                          | Venezuela                                                                | 1 – 1                                                                    | Guatemala                                                                | Amichevole                                                               | -                                                                        |                                                                          |
| 5-6-2016                                                                 | Chicago                                                                  | Giamaica                                                                 | 0 – 1                                                                    | Venezuela                                                                | Coppa America Centenario - 1º turno                                      | -                                                                        | 75’                                                                      |
| 10-6-2016                                                                | Filadelfia                                                               | Uruguay                                                                  | 0 – 1                                                                    | Venezuela                                                                | Coppa America Centenario - 1º turno                                      | -                                                                        |                                                                          |
| 19-6-2016                                                                | Foxborough                                                               | Argentina                                                                | 4 – 1                                                                    | Venezuela                                                                | Coppa America Centenario - Quarti di finale                              | -                                                                        |                                                                          |
| 1-9-2016                                                                 | Barranquilla                                                             | Colombia                                                                 | 2 – 0                                                                    | Venezuela                                                                | Qual. Mondiali 2018                                                      | -                                                                        | 83’                                                                      |
| 7-9-2016                                                                 | Mérida                                                                   | Venezuela                                                                | 2 – 2                                                                    | Argentina                                                                | Qual. Mondiali 2018                                                      | -                                                                        |                                                                          |
| 7-10-2016                                                                | Montevideo                                                               | Uruguay                                                                  | 3 – 0                                                                    | Venezuela                                                                | Qual. Mondiali 2018                                                      | -                                                                        | 65’                                                                      |
| 11-11-2016                                                               | Maturín                                                                  | Venezuela                                                                | 5 – 0                                                                    | Bolivia                                                                  | Qual. Mondiali 2018                                                      | -                                                                        |                                                                          |
| 15-11-2016                                                               | Quito                                                                    | Ecuador                                                                  | 3 – 0                                                                    | Venezuela                                                                | Qual. Mondiali 2018                                                      | -                                                                        | 70’                                                                      |
| Totale                                                                   |                                                                          | Presenze (8º posto)                                                      | 81                                                                       |                                                                          | Reti (10º posto)                                                         | 8                                                                        |                                                                          |

## Palmarès

### Club

#### Competizioni nazionali
- Campionato venezuelano: 4

Caracas: 2002-2003, 2003-2004, 2005-2006, 2006-2007
- Campionato colombiano: 1

Once Caldas: Finalización 2010